# برج كيان
برج كايان، وكان يعرف باسم برج إنفينيتي قبل افتتاحه، هو ناطحة سحاب من 73 طابق بارتفاع 306-متر- (1,004 قدم)، ويقع في دبي، الإمارات العربية المتحدة. أُنشئ بواسطة «كيان للاستثمار والتطوير العقاري». تم تصميم البرج من قبل مجموعةسكيدمور، أوينغز وميريل المعمارية، وهي نفس المجموعة التي قامت بتصميم برج خليفة، وبرج ترمب في شيكاغو. عندما افتتح البرج في 10 حزيران 2013م أصبح أطول ناطحة سحاب شاهقة في العالم بالتفاف لولبي من 90 درجة.

## حفل الافتتاح الرسمي
تم افتتاح برج كيان مع الألعاب النارية المترافقة مع عرض أضواء الليزر على البرج في 10 حزيران 2013، ليصبح أطول برج ملتوي في العالم، متجاوزا برج الجذع المتحول. تم تغيير اسم البرج من برج إنفينيتي إلى برج كيان كما قال مطور للبرج:
[بحاجة لمصدر]

## التصميم

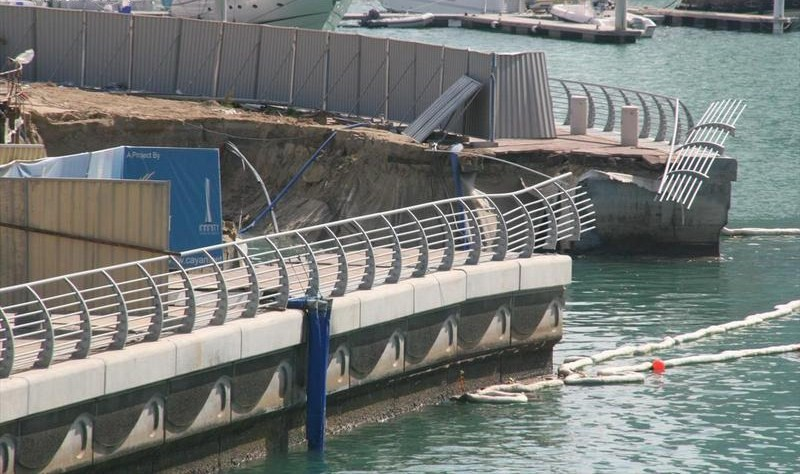
البرج أثناء الإنشاء

تم تصميم برج إنفينيتي من قبل سكيدمور، أوينغز آند ميريل (SOM) على أساس العمارة فائقة التكنولوجيا. ويشمل البرج أيضا مرآب للسيارات من خمسة طوابق. سيكون للمقيمين في برج إنفينيتي خيارات تمويل متاحة للسكن في تأجير شققهم في عطلة نهاية الأسبوع. لقد تم تصميم الغرف من البرج بطريقة لن تسمح لأشعة الشمس أن تؤثر عليها بشكل مباشر نتيجة وجود لوحات معدن التيتانيوم على الأعمدة الخرسانية المصبوبة في المكان، والتي ساعدت مع اللوحات المتداخلة المتكررة لوقف اختراق أشعة الشمس داخل الوحدات.

## روابط خارجية
- الموقع الرسمي بالعربية والإنجليزية.